# 중국화 (회화)
중국화(中國畵, 중국어: 中国画)는 문명의 발생과 더불어 세계 도처에서 자연 발생적으로 시작되었다. 중국에서도 신석기 시대에는 채문토기라는 토기가 등장하여, 인물 문장, 동물 문장 등의 그림을 나타낸 토기가 제작되었다. 상 · 주 · 춘추 · 전국 시대에는 청동기와 동경 등의 문양에 회화적 표현이 보인다.
중국 회화는 공간과 빛의 파악 방법, 표현 방법의 측면에서 서양 회화와는 근본적인 차이가 있다. 서양의 르네상스 이후의 회화는 투시도법 및 명암법에 기초했다. 한편, 중국의 화가들은 인물이나 자연을 관찰하고 그것을 화면에 나타낸다는 점에서 서양의 화가와 같지만, 표현의 방법이 달랐다.

## 화법
화법 또한 두 가지가 있으니 즉 구륵법(鉤勒法)과 몰골법(沒骨法)이다. 구륵은 묘사할 대상의 윤곽을 선으로 그린 후에 색을 칠하는 것이고 몰골은 담묵(淡墨)이나 채색으로 먼저 도포하듯 찍어서 그리고 마르기 전에 농도 있는 먹이나 채색으로 선적 골기(線的 骨氣)를 주는 것이다. 
화법에 있어서 남종화와 북종화가 다소 다른 점이 있다. 남화는 중국의 남방에서 포교된 남종선의 영향이 정신적 기조임과 동시에 남방의 기후·풍토 등이 나타난다. 남방의 산세는 온화하여 그림에 취급되는 산야 역시 유연 평온하다. 또 온난한 기후 탓으로 아교를 사용하는 채색법이 부적당하기도 하여 필세(筆勢)와 기운(氣韻)을 중시하는 선염법(渲染法)을 주로 사용한다. 묵과 선이 주가 되고 채색은 담채로서 이를 돕는 정도로 쓰인다.
북종화는 북방의 험준한 산악이 그려지는 수가 많으며 천연석채(天然石彩)를 사용하는 색채화가 특징이다. 금벽산수(金碧山水)나 사녀도(仕女圖) 등이 바로 이런 것인데 그렇다고 묵 중심의 북종산수(北宗山水)가 없는 것도 아니다.

## 같이 보기
- 화조화
- 중국의 미술
- 양주팔괴
- 동양 미술사
- 한국화
- 삼절

## 참고 문헌
- 이 문서에는 다음커뮤니케이션(현 카카오)에서 GFDL 또는 CC-SA 라이선스로 배포한 글로벌 세계대백과사전의 내용을 기초로 작성된 글이 포함되어 있습니다.